# Hypatiuschronik
Die Hypatiuschronik (russisch Ипатьевская летопись; ukrainisch Іпатіївський літопис, Іпатський літопис, Літопис руський за Іпатським списком; belarussisch Іпацьеўскі летапіс) ist ein Manuskript aus dem 15. Jahrhundert, welches von dem russischen Historiker Nikolai Karamsin im Ipatioskloster von Kostroma entdeckt wurde. Die Handschrift stellt eine Kompilation dar und enthält Abschriften der Nestorchronik – der Kiewer Chronik aus dem 12. Jahrhundert – und der Galizisch-Wolhynischen Chronik aus dem 13. Jahrhundert.
Das Dokument ist in Kirchenslawisch mit vielen Ostslawismen geschrieben. Seit 1810 befindet sich die Chronik in der Russischen Nationalbibliothek in Sankt Petersburg.
Der in der Hypatiuschronik enthaltene Bericht über den Empfang des Fürsten von Nowgorod-Sewerski durch Fürst Juri Dolgoruki in einer Stadt namens „Moskow“ im Jahre 1147 gilt als erste urkundliche Erwähnung Moskaus.